# Мишел Мајор
Мишел Густав Едуард Мајор (фр. Michel Gustave Édouard Mayor; рођен 12. јануара 1942) швајцарски је астрофизичар и професор емеритус на департману за астрономију Универзитета у Женеви. Званично је пензионисан 2007. године, али је остао активан као истраживач у Женевској опсерваторији. Добио је Нобелову награду за физику 2019. годинe, заједно са Џимом Пиблсом и Дидјеом Келом, Међународну награду са Виктором Амбарцумијаном 2010. године, као и Кјото награду 2015. године.